# Uta Jacobs

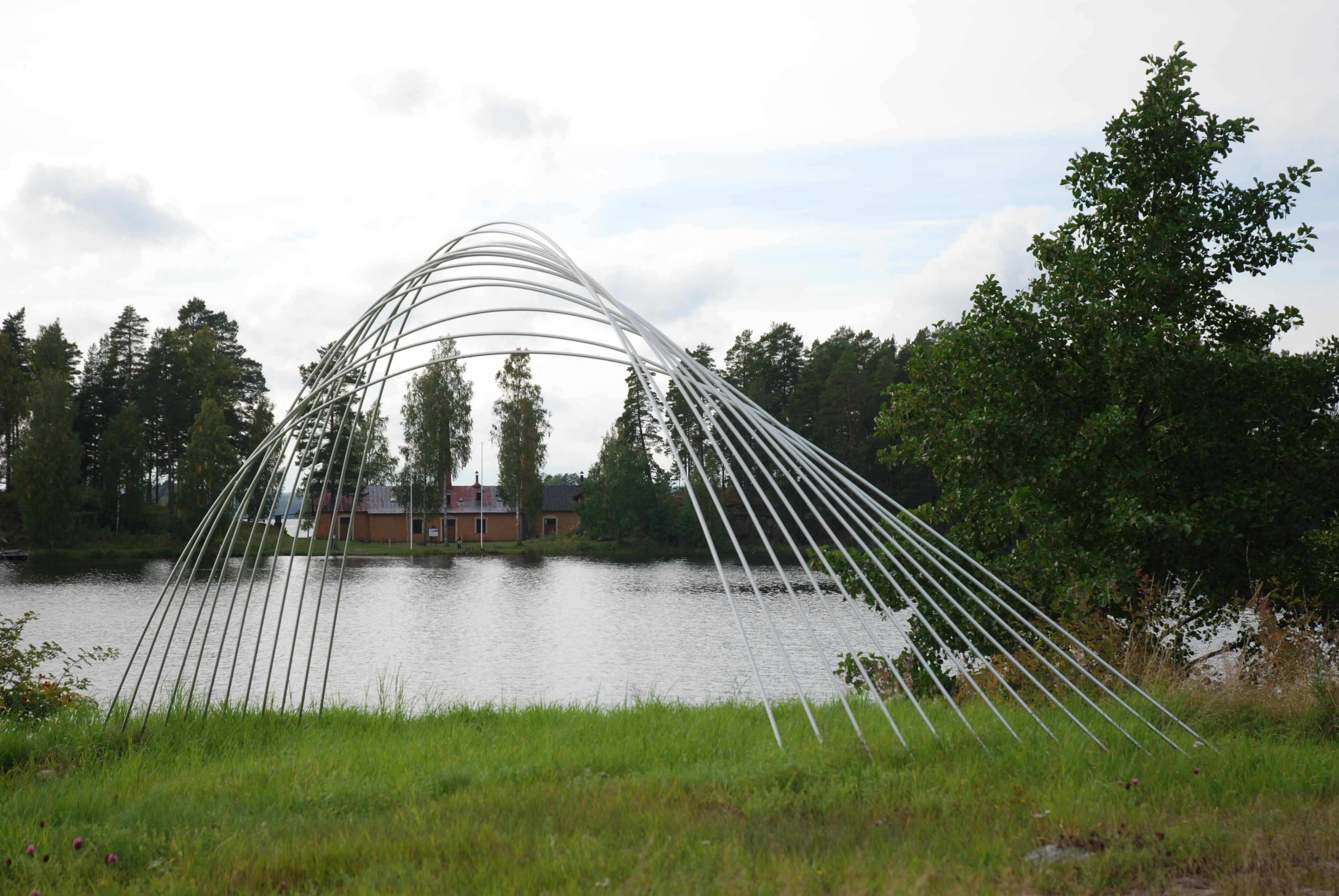
Himmelsbåge vid stationen i Ängelsberg. Under bågen syns Oljeön

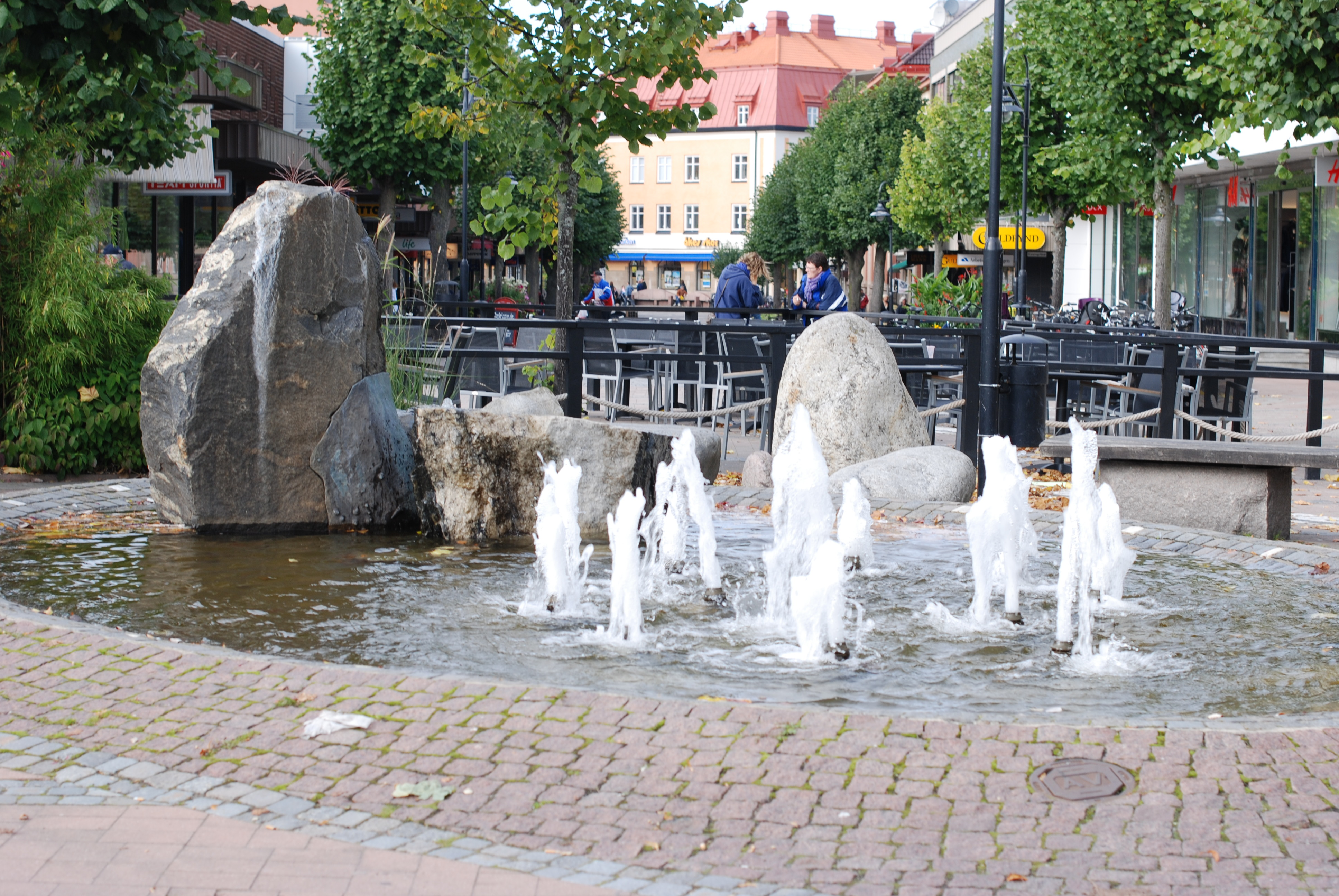
Del av Bäckar rinner åter längs Köpmangatan i Katrineholm

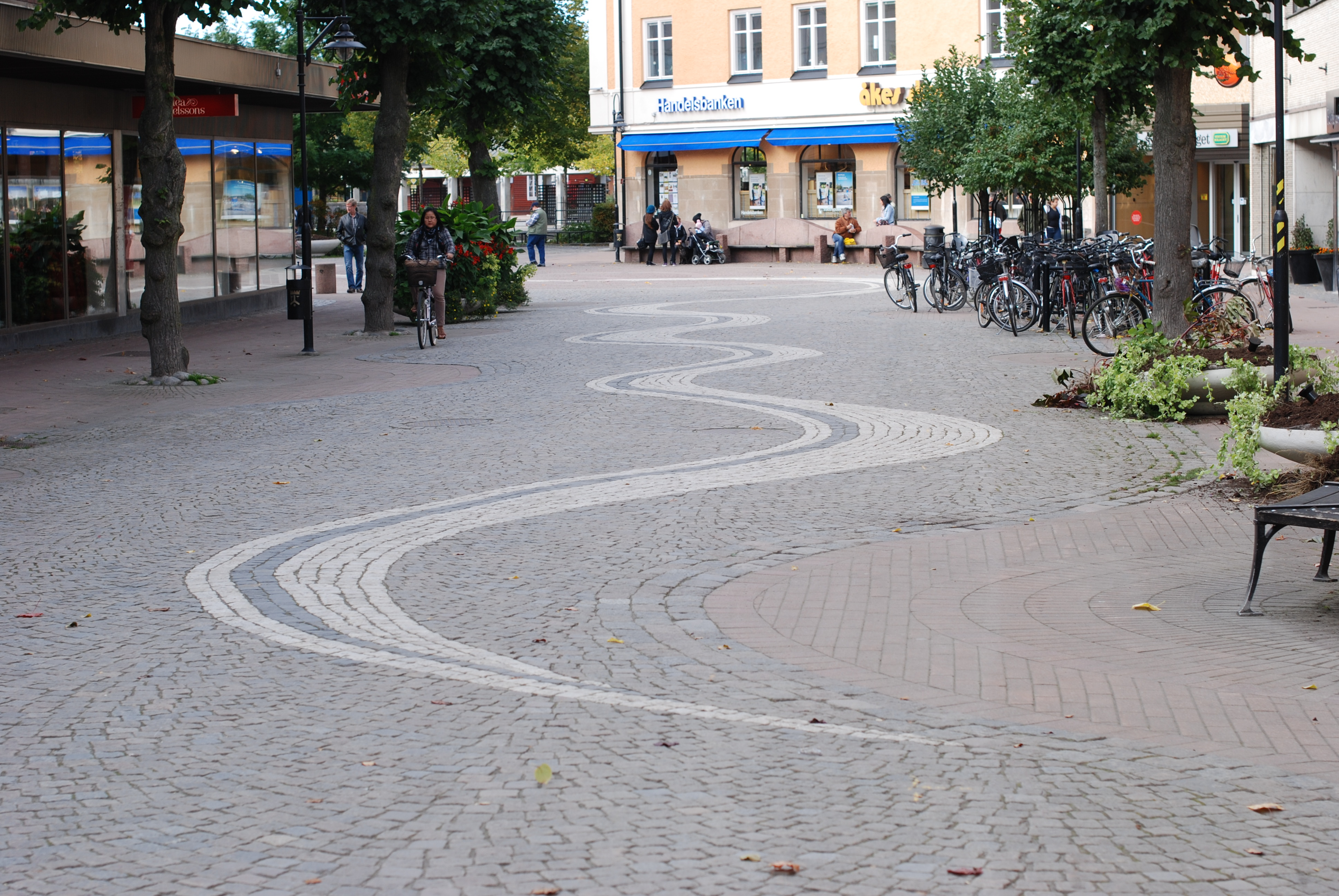
Del av Bäckar rinner åter längs Köpmangatan i Katrineholm

Uta Jacobs Riebschläger, född 26 mars 1944, är en svensk skulptör.
Uta Jacobs utbildade sig på Konstfack 1966-73 och Kungliga Konsthögskolan i Stockholm 1973-78.

## Offentliga verk i urval
- Fåglar bland moln (1984), trä och brons, Arnöskolan i Nyköping
- Germini (1984), brons, Polis- och åklagarmyndigheten i Nyköping
- Vindarnas port (1990), diabas, Kvarteret Daggkåpan i Linköping
- Vattenvirvlar (1990), tre portiker i tegelrelief, Kvarteret Daggkåpan i Linköping
- utformning av gårdsrum i gatsten, markbetong och växter (1990) , Kvarteret Daggkåpan i Linköping
- De tre pelarna (1992), tegel, innergården på Hamngatan 19 i Linköping
- Möte (1993), ekebergsmarmor, Regionsjukhuset i Örebro
- Vita ormen, Tors bockar och sittskulptur (1996) , samtliga i vångagranit, Köpmangatan i Katrineholm
- Bäckar rinner åter längs Köpmangatan (1996), gestaltning i vångagranit, natursten, vatten, smågatsten, markbetong och växter, Köpmangatan i Katrineholm
- Stilleben (2000), brons, sten och vatten, Medborgarplatsen i Degerfors
- Strandad skiffer (2004), skiffer, utanför Måltidens hus i Grythyttan
- Himmelsbåge (2004), rostfritt stål, bryggan vid stationen i Ängelsberg
- Vindspejare (2005), vätögranit, Landvetterskolan i Landvetter
- Dynamiskt växande - från slumrande symbol till växtkraft (2007), granit och mosaik, rondell vid Riksväg 55 i Flen, tillsammans med Per Olov Lindberg
- Åkullens väktare, röd och grå granit, Lilla Å-promenaden i Örebro